# Чернадој (Белуно)
Чернадој (итал. Cernadoi) је насеље у Италији у округу Белуно, региону Венето.
Према процени из 2011. у насељу је живело 17 становника. Насеље се налази на надморској висини од 1520 м.